# Potterspury
Potterspury är en ort och civil parish i Storbritannien.   Den ligger i grevskapet Northamptonshire i riksdelen England, i den södra delen av landet, 80 km nordväst om huvudstaden London. Potterspury ligger 91 meter över havet och antalet invånare är 1 391.
Terrängen runt Potterspury är platt. Runt Potterspury är det tätbefolkat, med 343 invånare per kvadratkilometer. Närmaste större samhälle är Northampton, 18,6 km norr om Potterspury. Trakten runt Potterspury består till största delen av jordbruksmark.